# Bitsch
Bitsch (toponimo tedesco) è un comune svizzero di 932 abitanti del Canton Vallese, nel distretto di Raron Orientale.

## Geografia fisica
Bitsch è situato nell'Alto Vallese, la regione germanofona del Canton Vallese.

## Monumenti e luoghi d'interesse
- Cappella cattolica della Presentazione di Maria, eretta nel 1657 circa[1].

## Società

### Evoluzione demografica
L'evoluzione demografica è riportata nella seguente tabella:
Abitanti censiti

## Infrastrutture e trasporti
Bitsch è servito dall'omonima stazione, sulla ferrovia del Furka-Oberalp.

## Amministrazione
Ogni famiglia originaria del luogo fa parte del cosiddetto comune patriziale e ha la responsabilità della manutenzione di ogni bene ricadente all'interno dei confini del comune.